# Manbij (okrug)
Okrug Manbij (ar. منطقة منبج) je okrug u sirijskoj pokrajini Alep. Po popisu iz 2004. (prije rata), okrug je imao 408.143 stanovnika. Administrativno sjedište je u naselju Manbij.

## Nahije
Okrug je podijeljen u nahije (broj stanovnika se odnosi na popis iz 2004.):
| Poštanski kod | Ime        | Područje [km²] | Broj stanovnika | Sjedište   |
| ------------- | ---------- | -------------- | --------------- | ---------- |
| SY020500      | Manbij     | 1219,88        | 204.766         | Manbij     |
|               | Abu Kahf   | 1219,88        | 204.766         | Abu Kahf   |
| SY020501      | Abu Qilqil | 394,38         | 47.109          | Abu Qilqil |
| SY020502      | al-Khafsah | 3063,46        | 92.368          | al-Khafsah |
| SY020503      | Maskanah   | 506,27         | 64.829          | Maskanah   |

Godine 2009., nahija Abu Kahf je izdvojena iz nahije Manbij.